# Vermessungsluke
Eine Vermessungsluke ist ein Raum, der es ermöglichte, ein Trockenfrachtschiff als Schutzdecker zu vermessen. Sie war eine schiffbauliche Möglichkeit, die Vermessung – und die damit verbundenen Abgaben – zu reduzieren.

## Einzelheiten
Der Einbau einer Vermessungsluke ging darauf zurück, dass die Schiffsvermessung in ihrer geschichtlichen Entwicklung zwischen verschieden konstruierten und daraus resultierend verschieden vermessenen Räumen auf Schiffen unterschied. Je nachdem, welche Teile des Schiffes mit in die Bruttovermessung einbezogen wurden, unterschied man zwischen Volldeckern, bei denen der volle Raum unter dem Vermessungsdeck eingemessen wurde, und verschiedenen Formen von Schiffen wie beispielsweise Spardeckern, Schutzdeckern und Freideckern, bei denen aufgrund konstruktiver Merkmale bestimmte Teile von dieser Vermessung ausgenommen wurden.
Die Anordnung und Beschaffenheit einer Vermessungsluke war rechtlich genau definiert. Da Vermessungsluken zwar abgedeckt, aber nicht seefest verschlossen werden durften, hatten Schutzdecker im Vergleich zum Volldecker ein größeres konstruktives Risiko, vollzulaufen und zu sinken. Mit dem Übergang des Oslo-Übereinkommens von 1947 zum 2. Internationalen Schiffsvermessungs-Übereinkommen (London 1969) wurden Vermessungsluken obsolet.